# 楊厝永安宮
永安宮（えいあんぐう）は、台湾雲林県麦寮郷楊厝（ヤンツォ）集村に位置する寺院。麦寮郷にある道観（道教寺院）である。

## 歴史
永安宮は、台湾の伝統宗教、道教のお宮（道教宮観）である。開漳聖王と道教の神々が主祭祀されている。1991年より着工し、1年の歳月を経て、1992年に開廟した。

## 主な施設
本殿、天門、鼓楼、鐘楼、前庭、寿金亭、オフィス。

## 主な祭神
開漳聖王、朱府千歳、呉府千歳、哪吒、註生娘娘、鎮守神、虎爺

## 年間祭事
- 開漳聖王生誕日：10月3日 (旧暦)

## 参考
- 雲林県 麦寮郷 楊厝社区 （繁体字中国語）[リンク切れ]